# Franz Xaver Wolfgang Mozart

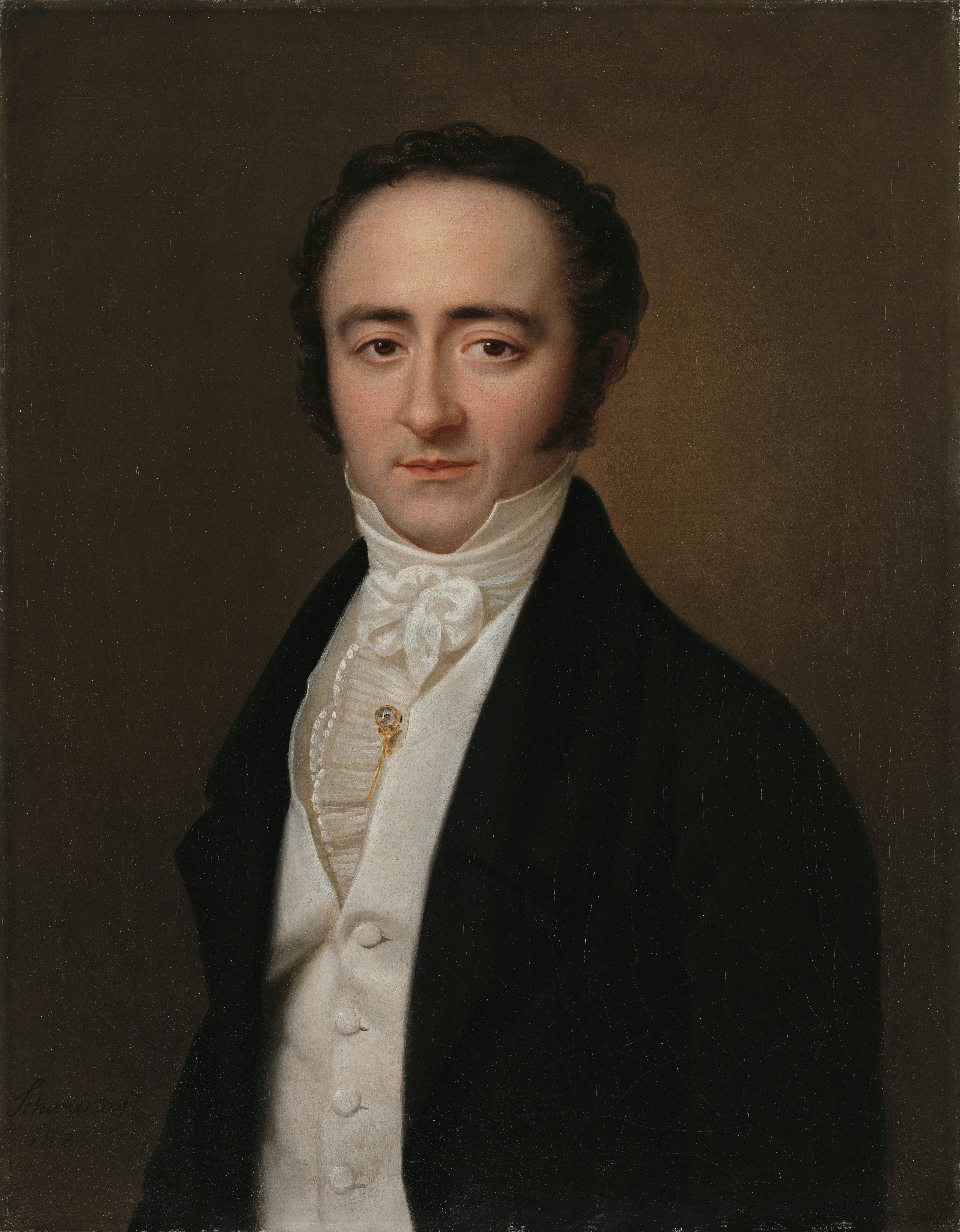
Franz Xaver Wolfgang Mozart (Gemälde von Karl Gottlieb Schweikart, Lemberg, um 1825)

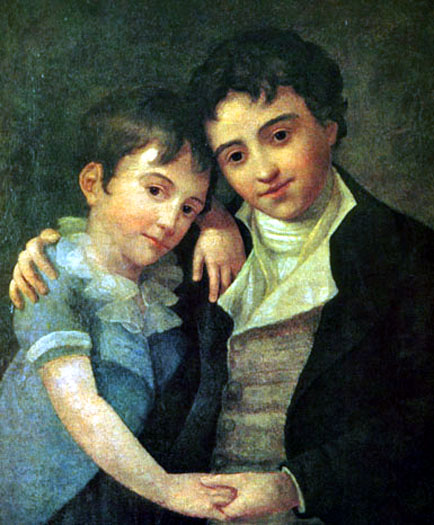
Die beiden Söhne von Wolfgang Amadé und Constanze Mozart: Carl Thomas (r) und Franz Xaver Wolfgang Mozart (l) (Gemälde von Hans Hansen, Wien 1798)

Franz Xaver Wolfgang Mozart (* 26. Juli 1791 in Wien; † 29. Juli 1844 in Karlsbad, Kaisertum Österreich) war ein österreichischer Komponist und Klaviervirtuose. Er trat lebenslang unter dem Namen Wolfgang Amadeus Mozart Sohn oder auch Wolfgang Gottlieb Mozart Sohn auf (gelegentlich auch französisch „fils“ oder italienisch „figlio“ für Sohn).

## Leben

### Kindheit und Jugend
Franz Xaver Wolfgang Mozart war das jüngste von sechs Kindern von Wolfgang Amadeus Mozart und Constanze Mozart. Neben Carl Thomas war er der Einzige von ihnen, der die Kinderjahre überlebte. Beim Tod seines Vaters war er knapp fünf Monate alt. Sein Rufname war Wolfgang, seine Mutter rief ihn „Wowi“, sein Stiefvater Georg Nikolaus Nissen nannte ihn „Wolf“.
Etwa Anfang November 1795 reiste Constanze Mozart mit ihrem jüngeren Sohn von Wien nach Prag und ging von dort auf eine Konzertreise durch Deutschland. Den Vierjährigen brachte sie bei Theresia Schnell unter, der späteren Frau von Franz Xaver Niemetschek, einem Freund der Familie und dem ersten Biografen Wolfgang Amadeus Mozarts. Franz Xaver Wolfgangs knapp sieben Jahre älterer Bruder Carl Thomas Mozart lebte bereits seit 1792 bei Niemetschek. Die Verpflegung beider Brüder übernahmen Josepha Duschek und Franz Xaver Duschek. Möglicherweise erhielt Franz Xaver Wolfgang schon damals ersten Klavierunterricht bei Franz Xaver Duschek. Im Sommer 1796 kehrte Constanze mit ihrem jüngeren Sohn nach Wien zurück, Carl Thomas blieb noch bis Ende 1797 bei Niemetschek. Am 15. November 1797 nahm Constanze Franz Xaver Wolfgang noch einmal zu einem Konzert nach Prag mit; dort trat der Junge als Sänger von Papagenos Lied Der Vogelfänger bin ich ja  aus der Zauberflöte seines Vaters auf, mit einem „Gelegenheitstext“ unterlegt, wie Aloys Fuchs in seinem Nachruf berichtet.

#### Musikalische Ausbildung und erste Kompositionen
In Wien erhielt Franz Xaver Wolfgang Klavierunterricht bei Andreas Streicher, wohl spätestens ab 1798, vielleicht auch schon früher. Ab Mitte 1801 wohnte er auch bei Andreas und Nannette Streicher. Der Unterricht scheint 1803 kurzzeitig unterbrochen worden zu sein, wurde aber spätestens Anfang 1805 fortgesetzt. Ab 1803 unterrichteten ihn Sigismund Neukomm und später Georg Joseph Vogler in der Komposition, beide jedoch eher sporadisch, da die Lehrer weitgehend mit anderen Dingen beschäftigt waren. In den folgenden Jahren kamen auch noch Studien bei Johann Georg Albrechtsberger und Antonio Salieri dazu, ferner Klavierunterricht bei Johann Nepomuk Hummel.
In das Jahr 1802 fallen die ersten beiden erhalten gebliebenen Kompositionen des jungen Mozart: ein Klavierlied „Die Rose“, dem schwedischen Diplomaten und Freund der Familie Fredrik Silverstolpe gewidmet, und ein Rondo für Klavier zum Namenstag von Constanze Mozart (16. Februar 1802) auf der Basis eines fragmentarischen Entwurfs seines Vaters (KV 590b). In den folgenden Jahren kam eine ganze Reihe von Kompositionen dazu. Meist stand dabei das Klavier als Mozarts Instrument im Mittelpunkt. Variationen und Sonaten sowie Lieder für Singstimme und Klavier waren Mozarts bevorzugte musikalische Formen. 1805 erschienen seine ersten Werke im Druck: die Klaviervariationen über das Menuett im ersten Finale des Don Giovanni (op. 2, FXWM VII:2) und ein Quartett für Klavier, Violine, Viola und Violoncello (op. 1, FXWM VI:1). Schon diese frühen Werke nannten als Komponisten auf dem Titelblatt in unterschiedlichen Varianten „Wolfgang Amadé Mozart Sohn“ oder „fils“, und das galt auch für alle künftigen Veröffentlichungen von F. X. W. Mozart.
Das erste Forum für Mozarts pianistische und kompositorische Leistungen bot der musikalische Salon, den seine Mutter in ihrer Wohnung am Michaelerplatz unterhielt. Carl Czerny berichtet, dass dort mindestens von 1801 bis 1804 „jeden Samstag musikalische Soiréen stattfanden, in welchen sich der jüngere Sohn Mozarts, ein Schüler Streichers, mit vieler Geschicklichkeit produzierte“. Dort traf sich ein Kreis von Berufsmusikern und Amateuren, um gemeinsam zu musizieren oder der Musik zuzuhören. F. X. W. Mozart konnte hier nicht nur seine pianistischen Fortschritte vorführen, sondern auch erste Kompositionen vorstellen. Insbesondere an Constanze Mozarts Namenstagen widmete er seiner Mutter regelmäßig selbstkomponierte Stücke. Johann Baptist Gänsbacher erzählt in seiner Autobiografie, Constanze habe ihn wiederholt nach seiner Meinung zu Mozarts Klavierkompositionen gefragt.

#### Der Schritt an die Öffentlichkeit
1805 organisierte Constanze Mozart den ersten öffentlichen Auftritt ihres jüngeren Sohns, eine „musicalische Academie“ im Theater an der Wien am 8. April, die sie auch in der Wiener Zeitung und mit Plakaten ankündigen ließ. Das Programm begann mit der g-Moll-Sinfonie von Wolfgang Amadeus Mozart, dann führte Constanze ihren Sohn an der Hand dem Publikum vor, und dieser spielte den Solistenpart in einem Klavierkonzert seines Vaters (wahrscheinlich das 21. Klavierkonzert). Es folgte die Aufführung einer von F. X. W. Mozart selbst komponierten Kantate auf den 73. Geburtstag von Joseph Haydn, die der Dreizehnjährige auch selbst dirigierte. Nach einigen Stücken aus Idomeneo rundeten die Klaviervariationen über das Menuett aus Don Giovanni, das Opus 2 des Mozart-Sohns, den Abend ab. Das Konzert fand ein beachtliches Echo, etwa in der Allgemeinen musikalischen Zeitung, der Berlinischen musikalischen Zeitung und anderen Kulturzeitschriften, und war auch finanziell ein Erfolg.

### Pädagoge in Lemberg
1808 ging er als Musiklehrer zu der Adelsfamilie Baworowski in Pidkamin nahe Lemberg (Galizien; heute Lwiw). Nach dem Ende dieses und eines weiteren ähnlichen Dienstverhältnisses ließ er sich 1813 in Lemberg nieder und wirkte dort als Pädagoge und Komponist.

### Die große Konzertreise
Von Lemberg aus unternahm er 1818 bis 1821 eine ausgedehnte Konzertreise, die ihn quer durch Europa führte und an die sich ein Aufenthalt in Wien anschloss.

### Zurück in Lemberg
1822 kehrte er nach Lemberg zurück, an das er vor allem durch seine Liebe zu einer verheirateten Aristokratin, Josephine Baroni-Cavalcabò geb. Gräfin Castiglioni (1786–1860), gebunden war. Er war Mitbegründer des Lemberger Musikvereins und organisierte in der Stadt zahlreiche Konzerte, so auch eine Aufführung des Requiems seines Vaters aus Anlass von dessen 35. Todestag am 5. Dezember 1826 in der Lemberger St. Georgs-Kathedrale, die er selbst leitete. Als angesehener Pianist und Pädagoge wirkte er bis 1838 in Lemberg. Eine seiner Schülerinnen war die Komponistin Julie Baroni-Cavalcabò, verh. Weber von Webenau, später verh. de Britto (1813–1887).

### Letzte Jahre in Wien
Seine letzten Lebensjahre verbrachte er in Wien, wo er unter anderem den ab 1851 in London wirkenden Pianisten Ernst Pauer (1826–1905) unterrichtete. Franz Xaver Wolfgang Mozart starb wie schon sein Großvater Leopold Mozart an Magenkrebs bzw. „Magenverhärtung“, dies während einer Kur in Karlsbad, wo er auch begraben wurde.
Franz Xaver Wolfgang Mozarts Werk ist heute nahezu vergessen. Den diffusen Anforderungen, die sich mit dem idealisierten Bild seines Vaters verbanden, konnte er nicht gerecht werden, und mit zunehmendem Alter dürfte er immer mehr darunter gelitten haben, den gleichen Beruf wie sein Vater ergriffen zu haben. Ebenso wie sein Vater schloss er sich dem Bund der Freimaurer an und wurde in Warschau in die Loge Zur Halle der Beständigkeit aufgenommen.
Wie sein Bruder starb Franz Xaver Wolfgang Mozart unvermählt und hinterließ keine Nachkommen; seine Alleinerbin war seine Geliebte Josephine Baroni-Cavalcabò, die Mutter seiner Schülerin Julie. Dem Wunsch des Verstorbenen gemäß übergab Josephine Baroni-Cavalcabò Teile des Nachlasses dem Mozarteum in Salzburg.
Die direkte Linie Mozart ist demnach 1858 ausgestorben. Bei Carl Thomas Mozart wird zwar häufig von einer unehelichen Tochter gemunkelt, doch konnte man diese als Constanza Casella (1823–1833) identifizieren, Tochter seiner Schülerin Costanza Casella und Enkelin eines in Mailand ansässigen k.k. Offiziers, die als Kind an den Blattern starb.

## Würdigung
Seit 2017 findet in Lwiw jährlich das nach ihm benannte internationale Festival für klassische Musik LvivMozArt statt. Es handelt sich um ein Kunstprojekt, das ins Leben gerufen wurde, um die besten Musiker der Ukraine und der Welt zusammenzuführen.

## Grabinschrift

Das Grab von Franz X. Wolfgang Mozart in Karlsbad (Aufnahme von 1894)

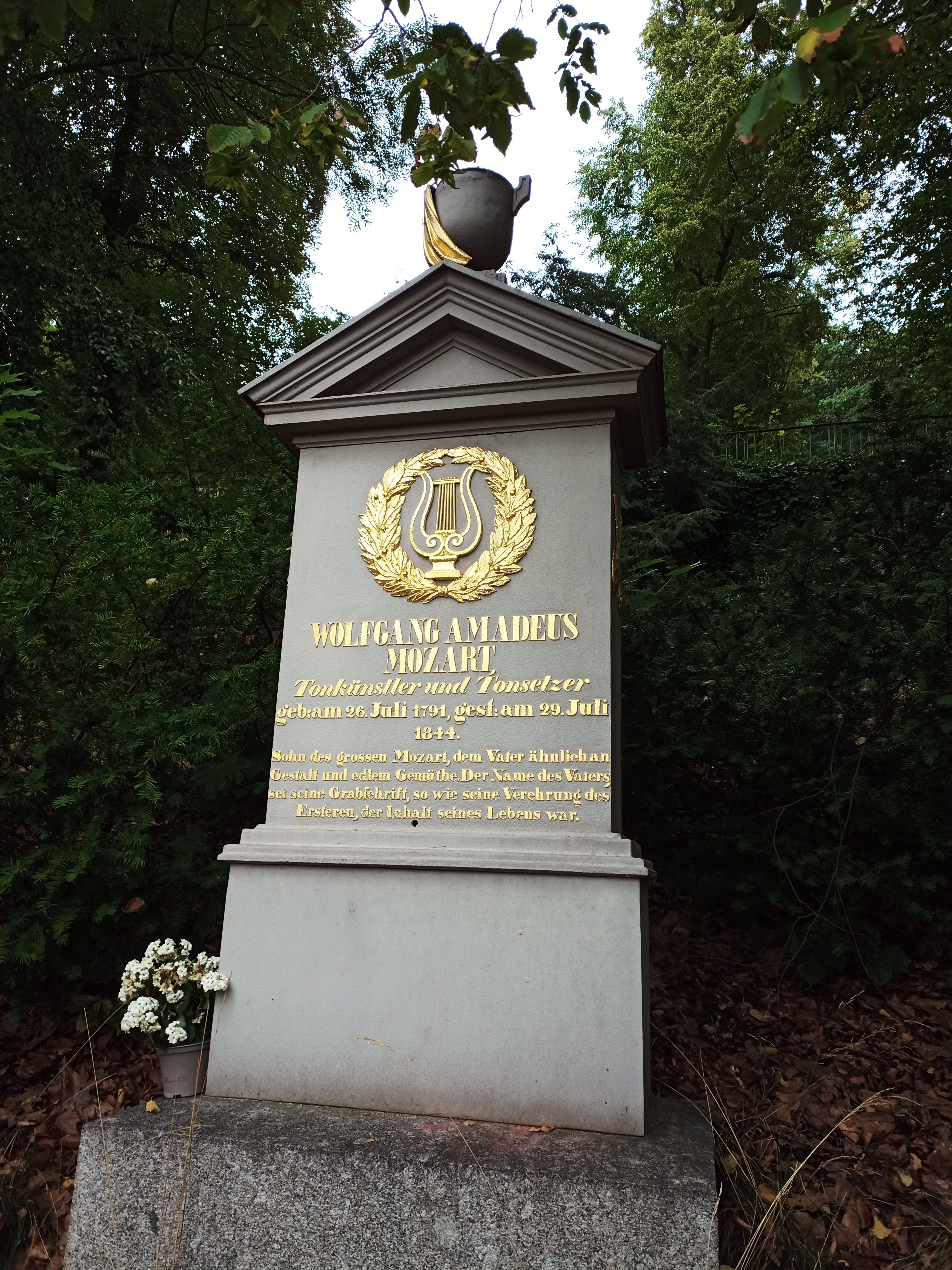
Grab (aktuelle Aufnahme)

(von Franz Grillparzer verfasst)
Wolfgang Amadeus Mozart
Tonkünstler und Tonsetzer, geb.
den 26. Juli 1791, gest. den 29. Juli 1844
Sohn des großen Mozart, dem Vater ähnlich an
Gestalt und edlem Gemüthe, der Name des
Vaters sei seine Grabschrift, so wie seine
Verehrung des Ersteren der Inhalt seines Lebens war.

Grillparzer verfasste unter anderen Nachrufen auf F. X. W. Mozart auch folgenden:
Am Grabe Mozarts, des Sohnes.
So bist Du endlich hingegangen,
Wohin der Geist Dich ewig zog,
Und hältst den Großen dort umfangen,
Der adlergleich zur Sonne flog.
Daß Keiner doch Dein Wirken messe,
Der nicht der Sehnsucht Stachel kennt,
Du warst die trauernde Cypresse
An Deines Vaters Monument.
Wovon so Viele einzig leben,
Was Stolz und Wahn so gerne hört,
Des Vaters Name war es eben,
Was Deiner Thatkraft Keim zerstört.
Begabt, um höher aufzuragen,
Hielt ein Gedanke Deinen Flug;
„Was würde wohl mein Vater sagen?“
War, Dich zu hemmen, schon genug.
Und war's zu schaffen Dir gelungen,
Was manchen Andern hoch geehrt,
Du selbst verwarfst es, kaum gesungen,
Als nicht des Namens Mozart wert.
Nun öffnen sich dem guten Sohne
Des großen Vaters Arme weit,
Er gibt, der Kindestreu' zum Lohne,
Ein Theilchen Dir Unsterblichkeit.
Der Name, Dir ein Schmerzgenosse,
Er wandelt sich von heut' in Glück;
Tönt doch von Salzburgs Erzkolosse
Ein Echo auch für Dich zurück.
Wenn dort die Menge sich versammelt,
Ehrfürchtig Schweigen Alle bannt,
Wer dann den Namen Mozart stammelt,
Hat ja den Deinen auch genannt!

## Werke

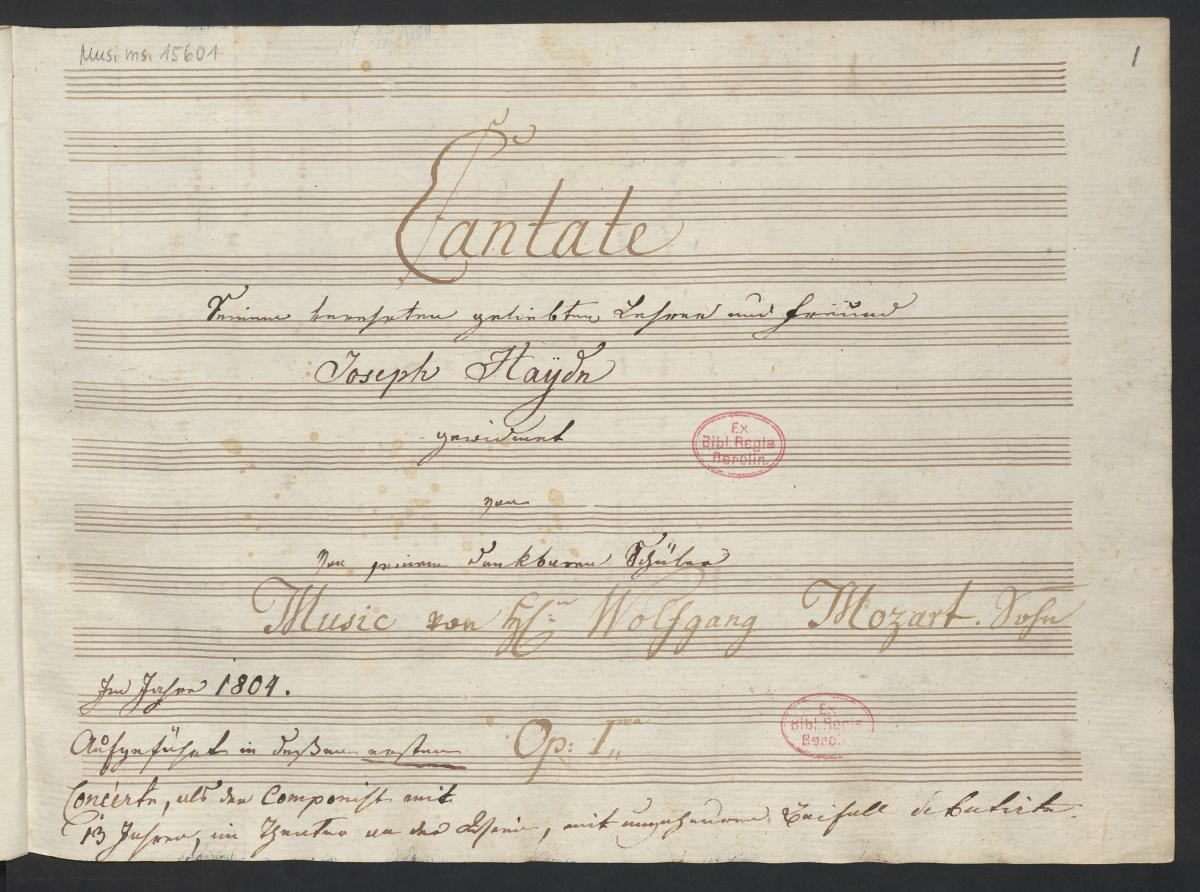
Titelblatt der Partitur der Kantate an Joseph Haydn auf dessen 73. Geburtstag, Kopistenabschrift

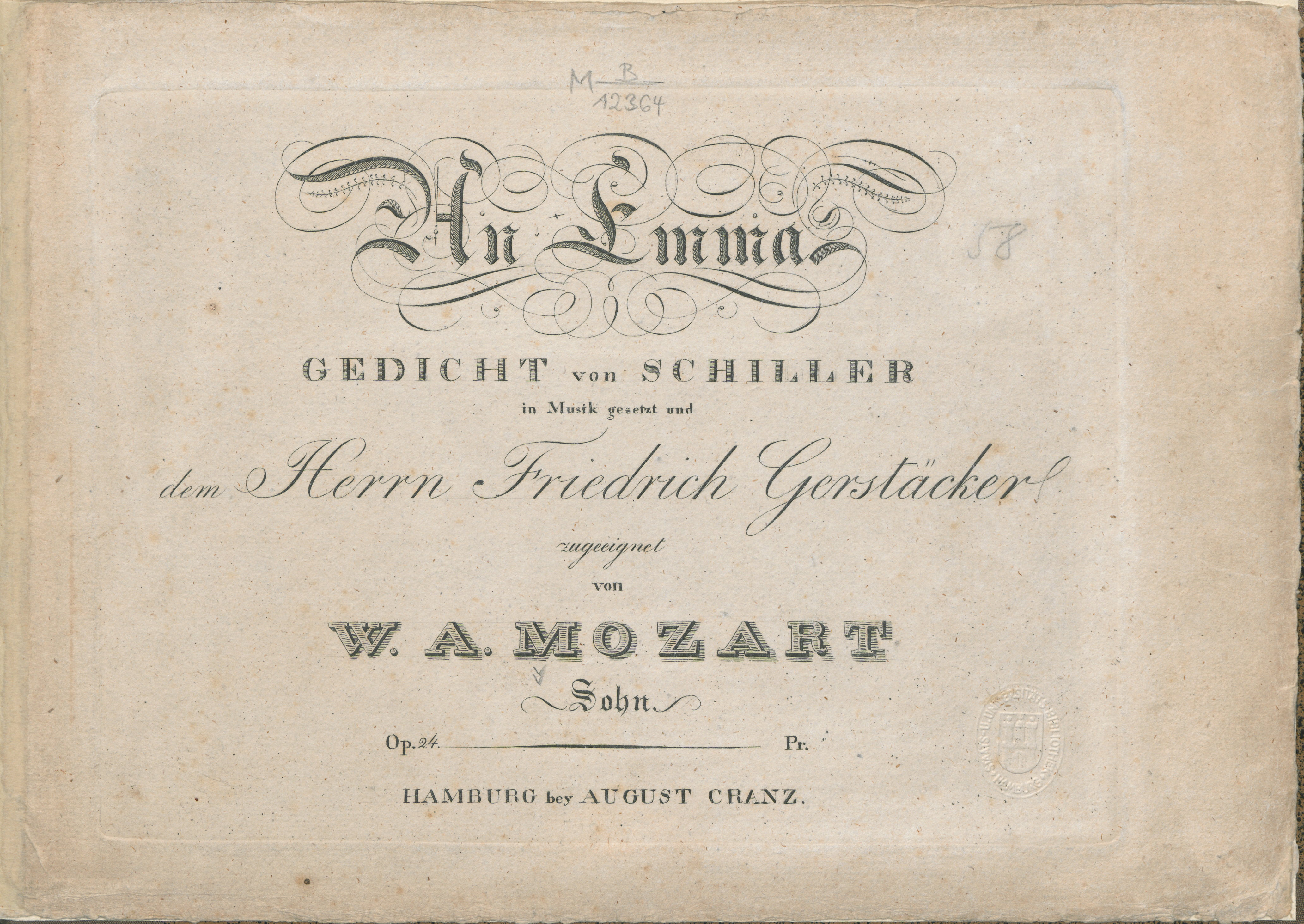
Titelseite des Notendrucks von An Emma (1820), mit Widmung an den Tenor Friedrich Samuel Gerstäcker

Die Opuszahlen stammen aus Franz Xaver Wolfgang Mozarts eigenhändig angefertigtem Werkverzeichnis (Thematisches Verzeichniß meiner Compositionen), das im Archiv der Erzdiözese Salzburg erhalten geblieben ist. Es umfasst insgesamt 85 Einträge, davon 30 mit Opuszahlen. Nicht alle aufgezählten Werke können nachgewiesen werden; zudem fehlt eine Reihe von Werken, die erhalten geblieben sind.
Karsten Nottelmann hat 2009 ein „systematisch-chronologisches Verzeichnis der Kompositionen von W. A. Mozart Sohn“ erarbeitet. Als Kurzbezeichnung wird meist FXWM, gelegentlich auch NotM verwendet. Die Einträge setzen sich zusammen aus einer römischen Zahl für die Rubrik, also die Art der Komposition, und einer arabischen Zahl, die die chronologische Ordnung angibt. Buchstaben dienen der zusätzlichen Unterteilung. Dabei ist I = mehrstimmige Gesänge mit Begleitung, II = mehrstimmige Gesänge ohne Begleitung, III = einstimmige Gesänge mit Begleitung, IV = Werke für Soloinstrument und Orchester, V = Werke für Orchester und größere Besetzungen, VI = Kammermusik, VII = Klaviermusik, VIII = Skizzen und Studien, IX = Bearbeitungen fremder Werke.

### Orchestermusik
- Sinfonia, D-Dur, FXWM V:14, Digitalisat einer Abschrift in der Bibibliotheca Mozartiana. Entspricht weitgehend dem Einleitungssatz der Kantate an Joseph Haydn (1805)

### Klavierkonzerte
- Konzert C-Dur für Pianoforte und Orchester, op. 14, FXWM IV:1 (Komposition 1808, Erstausgabe 1809), Digitalisat des Stimmendrucks in der Bibliotheca Mozartiana
- Konzert Es-Dur für Pianoforte und Orchester, op. 25, FXWM IV:2 (Komposition 1818–1820, Erstausgabe 1821), Digitalisat des Stimmendrucks in der Bibliotheca Mozartiana

### Kammermusik
- Quartett g-Moll für Pianoforte, Violine, Viola und Violoncello, op. 1, FXWM VI:1 (Komposition 1804, Erstausgabe 1805), Digitalisat des Stimmendrucks in der Bibliotheca Mozartiana
- Sonate B-Dur für Pianoforte und Violine, op. 7, FXWM VI:3 (Komposition 1806, Erstausgabe 1808), Digitalisat des Stimmendrucks in der Bibliotheca Mozartiana
- Sechs Stücke für Flöte und 2 Hörner, op. 11, FXWM VI:4–9 (Komposition 1807, Erstausgabe 1808), Digitalisat des Stimmendrucks in der Bibliotheca Mozartiana
- Sonatensatz e-Moll für Pianoforte und Flöte, FXWM VI:10 (um 1810)
- Sonate F-Dur für Pianoforte und Violine, op. 15, FXWM VI:11 (Komposition 1811, Erstausgabe 1814), Digitalisat des Stimmendrucks in der Bibliotheca Mozartiana
- Sonate E-Dur für Pianoforte und Violine oder Violoncello, op. 19, FXWM VI:13 (Komposition 1814, Erstausgabe 1820), Digitalisat des Stimmendrucks in der Bibliotheca Mozartiana

### Klavierwerke
- Rondo F-Dur, FXWM VII:1 (Komposition 1802), Digitalisat des Autographs in der Bibliotheca Mozartiana
- Variationen F-Dur über das Menuett im ersten Finale von Il dissoluto punito ossia il Don Giovanni von Wolfgang Amadé Mozart, op. 2, FXWM VII:2 (Komposition und Erstausgabe 1805)
- Sonate G-Dur für Pianoforte, op. 10, FXWM VII:8 (Komposition 1807, Erstausgabe 1808), Digitalisat des Erstdrucks in der Bibliotheca Mozartiana
- Sechs Polonaises mélancoliques, op. 17, FXWM VII:20, 21, 25–28 (Komposition 1811–1814, Erstausgabe 1815/16), Digitalisat des Erstdrucks in der Bibliotheca Mozartiana
- Vier Polonaises mélancoliques, op. 22, FXWM VII:29, 31, 33, 34 (Komposition 1815–1818, Erstausgabe 1820), Digitalisat des Erstdrucks in der Bibliotheca Mozartiana
- Variationen C-Dur über „A peine au sortir de l'enfance“ aus Joseph von Méhul, op. 23, FXWM VII:32 (Komposition 1816, Erstausgabe 1820), Digitalisat des Erstdrucks in der Bibliotheca Mozartiana
- Variationen C-Dur über einen Walzer von Anton Diabelli, FXWM VII:35 (Komposition 1822, Erstausgabe 1824)
- Zwei Polonaises, op. 26, FXWM VII:37 und 38 (Komposition und Erstausgabe 1824), Digitalisat des Erstdrucks in der Bibliotheca Mozartiana

### Gesangswerke
- Kantate an Joseph Haydn auf dessen 73. Geburtstag, FXWM I:2 (1805)
- Aria buffa C-Dur zur Einschaltung in die Oper Der Schauspieldirektor von Wolfgang Amadeus Mozart, FXWM IIIa:1 (1808), https://resolver.obvsg.at/urn:nbn:at:at-moz:x2-33622 [Digitalisat einer Abschrift] in der Bibliotheca Mozartiana
- Der erste Frühlingstag, Kantate für Soli, Chor und Orchester, op. 28, FXWM I:4 (Komposition 1825, Erstausgabe 1829), Digitalisat des Klavierauszugs in der Bibliotheca Mozartiana
- Frühlingsgruß, Gesang für drei Soprane und Pianoforte, op. 29, FXWM I:3 (Erstausgabe 1835), Digitalisat des Erstdrucks in der Bibliotheca Mozartiana
- Festchor zur Enthüllung des Mozart-Denkmals in Salzburg für Soli, zwei Chöre und Orchester, op. 30, FXWM IXa:3 (Komposition 1841/42, Erstausgabe Klavierauszug 1842), Digitalisat des Klavierauszugs in der Bibliotheca Mozartiana

### Lieder
- Acht deutsche Lieder, op. 5 (Erstausgabe 1807), Digitalisat des Erstdrucks in der Bibliotheca Mozartiana
  - Die Einsamkeit, FXWM IIIb:3
  - Das Klavier (Text: Friedrich Wilhelm Zachariä), FXWM IIIb:13
  - Der Vergnügsame (Text: Karl Wilhelm Ramler), FXWM IIIb:4
  - Aus den Griechischen (Text: Johann Gottfried Herder nach zwei altgriechischen Skolien), FXWM IIIb:6
  - Todtengräberlied (Text: Ludwig Heinrich Christoph Hölty), FXWM IIIb:7
  - Mein Mädchen (Text: Johann Georg Jacobi), FXWM IIIb:5
  - Maylied (Text: Ludwig Heinrich Christoph Hölty), FXWM IIIb:9
  - Das Geheimniss (Text: Friedrich Schiller), FXWM IIIb:2
- Sechs Lieder. op. 9 (Erstausgabe 1809)
  - Das liebende Mädchen (Text: Gabriele von Baumberg), FXWM IIIb:15
  - An spröde Schönen (Text: Karl Friedrich Müchler), FXWM IIIb:16
  - Nein! (Text: Karl Friedrich Müchler), FXWM IIIb:17
  - Der Schmetterling auf einem Vergissmeinnicht (Text: Gabriele von Baumberg), FXWM IIIb:18
  - Klage an den Mond (Text: Ludwig Heinrich Christoph Hölty), FXWM IIIb:19
  - Erntelied (Text: Ludwig Heinrich Christoph Hölty), FXWM IIIb:20
- Romanze: In der Vater Hallen ruhte (Text: Friedrich Leopold Graf Stolberg), op. 12, FXWM IIIb:14 (Komposition 1808, Erstausgabe 1811/12), Digitalisat des Erstdrucks in der Bibliotheca Mozartiana
- Sechs Lieder, op. 21 (Erstausgabe 1819), Digitalisat des Erstdrucks in der Bibliotheca Mozartiana
  - Aus dem Französischen des J. J.Rousseau (Text: Friedrich Wilhelm Gotter nach Jean-Jacques Rousseau), FXWM IIIb:29
  - Seufzer (Text: Ludwig Heinrich Christoph Hölty), FXWM IIIb:22
  - Die Entzückung (Text: Ludwig Heinrich Christoph Hölty), FXWM IIIb:24
  - An Sie, FXWM IIIb:26
  - An die Bäche (Text: Johann Wenzel Hann), FXWM IIIb:21
  - Le Baiser, FXWM IIIb:28
- An Emma (Text: Friedrich Schiller), op. 24, FXWM IIIb:30 (Komposition 1817, Erstausgabe 1819), Digitalisat des Erstdrucks in der Bibliotheca Mozartiana
- Drei deutsche Lieder, op. 27 (Erstausgabe 1832/33), Digitalisat des Erstdrucks in der Bibliotheca Mozartiana
  - An den Abendstern, FXWM IIIb:34
  - Das Finden, FXWM IIIb:33
  - Bertha's Lied in der Nacht (Text: Franz Grillparzer), FXWM IIIb:32
- Erinnerung (Text: Lord Byron), FXWM IIIb:35 (Erstausgabe 1829)
- In questa tomba oscura (Text: Giuseppe Carpani), Sammlung von 68 Vertonungen des gleichnamigen Gedichts von unterschiedlichen Komponisten, gesammelte Vertonungen auf IMSLP

### Werkausgaben
- Sämtliche Klavierwerke. Teil 1. Urtext. Hg. von Karsten Nottelmann, Fingersatz: Rolf Koenen. Henle, München 2011.
- Sämtliche Klavierwerke. Teil 2. Urtext. Hg. von Karsten Nottelmann, Fingersatz: Rolf Koenen. Henle, München 2012.

### Schriften
- Reisetagebuch 1819–1821. Hg. und kommentiert von Rudolph Angermüller. Bock, Bad Honnef 1994.

## Einspielungen

### Orchestermusik
- Sinfonia del Sig. Wolfgango Mozart figlio (FXWM V:14): auf Encores!, Gunhard Mattes (Dirigent), INSO Lemberg, Novalis 2006.

### Klavierkonzerte
- Klavierkonzerte Nr. 1 & 2 (opp. 14 & 25): auf Franz Xaver Mozart Klavierkonzerte, Henri Sigfridsson (Klavier), Gunhard Mattes (Dirigent), INSO Lemberg, Novalis 2005.
- Klavierkonzert Nr. 2 (op. 25): Sebastian Knauer (Klavier), Philippe Entremont (Dirigent), Niederländisches Kammerorchester, Berlin Classics 2000.
- Klavierkonzerte Nr. 1 & 2 (opp. 14 & 25): Andriy Dragan (Klavier), Bogdan Božović (Konzertmeister/Dirigent), Musikkollegium Winterthur, Claves Records 2024.

### Kammermusik
- Sonate für Cello und Klavier, E-Dur (op. 19): George Neikrug (Violoncello), Harry Kaufman (Klavier), The Society for Forgotten Music 1961.
  - auf Cello & Klavier – Duo Jaffé/Frölich, Ramón Jaffé (Violoncello), Andreas Frölich (Klavier), Fono Münster 1992.
  - auf Cellomusik um Mozart, Wolfgang Boettcher (Violoncello), Ursula Trede-Boettcher (Klavier), RBM 1996.
  - Tamás Varga (Violoncello), Manon Liu Winter (Klavier), Cavalli Records 2004.
- Rondo für Flöte & Klavier: Christian Gurtner (Querflöte), Manon Liu Winter (Klavier), Cavalli Records 2004.

### Klavierwerke
- Klavierwerke Vol. 1: 6 Polonaises mélancoliques (op. 17), 4 Polonaises mélancoliques (op. 22), 2 Polonaises mélancoliques (op. 26), Rondo F-Dur, Susanne von Laun (Hammerklavier), Musicaphon (2010)
- Klavierwerke Vol. 2: 7 Variationen in d-Moll (op. 18), 5 Variationen in C-Dur (op. 23), Rondo in Es-dur (op. 25), 7 Variationen in F-Dur (op. 2), 7 Variationen in D-Dur (op. 16), Susanne von Laun (Hammerklavier), Musicaphon 2012
- Klavierwerke Vol. 3: Sonate G-Dur (op. 10), Marche G-Dur (FXWM:VII:9), Ländler F-Dur (FXWM:VII:19), Deutscher Tanz d-Moll (FXWM:VII:23), Fantasie und Krakowiak (FXWM:30), Andantino A-Dur (FXWM:VII:41), Susanne von Laun (Hammerklavier), Musicaphon 2014
- 6 Polonaises mélancoliques (op. 17), Susanna Artzt, Gramola 2006
- Klavierwerke Vol. 4: Rondeau F-Dur (op. 4) Variationen A-Dur (op. 3), F-Dur (op. 6), g-Moll (op. 8), G-Dur (op. 13), C-Dur (F.X.W.X VII:35), Allegretto F-Dur (F.X.W.X VII:39), Allegretto G-Dur( F.X.W.X VII:40) Susanne von Laun (Hammerklavier), Musicaphon 2016

### Lieder
- Lieder auf The Other Mozart; Barbara Bonney (Sopran), Malcolm Martineau (Klavier), Decca 2006.
- Lieder auf Mozart – Lieder aus drei Generationen; Konrad Jarnot (Bariton), Alexander Schmalcz (Klavier), Oehms 2006.